# Ducato di Gravina

Gravina in Puglia, Palazzo Ducale degli Orsini

Stemma degli Orsini di Gravina

Il ducato di Gravina fu un feudo di antiche origini, appartenuto alla famiglia Orsini.

## Storia
La regina Giovanna II di Napoli concesse la contea di Gravina nel 1417 a Francesco Orsini, che nel 1436 ottenne da Alfonso V d'Aragona il titolo di primo duca di Gravina. Il ducato rimase dominio della famiglia Orsini sino al 1814.
Il titolo ducale rimane tuttora della famiglia Orsini.

## Duchi di Gravina
| N° | Titolo | Nome                        | Dal  | Al   | Consorte e Note                           |
| 1  | Duca   | Francesco Orsini            | 1436 | 1456 | Margherita Della Marra, Flavia Scillato   |
| 2  | Duca   | Giacomo Orsini              | 1456 | 1472 | Sveva Gaetani                             |
| 3  | Duca   | Raimondo Orsini             | 1472 | 1488 | Giustiniana Orsini                        |
| 4  | Duca   | Francesco Orsini            | 1488 | 1503 | Maria Todeschini Piccolomini d'Aragona    |
| 5  | Duca   | Ferdinando I Orsini         | 1503 | 1549 | Beatrice Ferillo, Maria Castriota         |
| 6  | Duca   | Antonio Orsini              | 1549 | 1553 | Felice Sanseverino                        |
| 7  | Duca   | Ferdinando I Orsini         | 1553 | 1583 | Costanza Gesualdo, Virginia Della Rovere  |
| 8  | Duca   | Michele Antonio Orsini      | 1583 | 1627 | Giovanna Borgia, Beatrice Orsini          |
| 9  | Duca   | Pietro Orsini               | 1635 | 1641 | Dorotea Orsini                            |
| 10 | Duca   | Ferrante Orsini             | 1641 | 1660 | Giovanna Frangipani Della Tolfa           |
| 11 | Duca   | Domenico I Orsini           | 1668 | 1705 | Luigia Paluzzo Alfieri, Ippolita Di Tocco |
| 12 | Duca   | Ferdinando Bernualdo Orsini | 1705 | 1734 | Giovanna Caracciolo, Giacinta Ruspoli     |
| 13 | Duca   | Domenico Orsini             | 1734 | 1743 | Anna Paola Flaminia Odescalchi            |
| 14 | Duca   | Filippo Bernualdo II Orsini | 1743 | 1814 | Maria Teresa Marino Caracciolo            |